# Hrútar
Hrútar (Engels: Rams) is een IJslandse tragikomedie uit 2015 onder regie van Grímur Hákonarson. De film ging in première op 15 mei op het filmfestival van Cannes en won de hoofdprijs in de sectie Un certain regard.

## Verhaal
Hoewel de IJslandse broers Gummi en Kiddi buren zijn en hun schapen hoeden in hetzelfde afgelegen dal, hebben ze al 40 jaar niet meer met elkaar gesproken. Ze communiceren enkel met elkaar over het hoogstnodige. Hun schapenhond brengt dan de geschreven boodschap over.
Wanneer er een besmettelijke ziekte uitbreekt onder het vee van Kiddi, beslissen de autoriteiten alle schapen in het dal te doden en de kadavers weg te voeren om een verdere verspreiding te voorkomen. De broers zullen moeten samenwerken indien ze hun kuddes voor uitroeiing willen behoeden.

## Rolverdeling
| Acteur                     | Personage   |
| -------------------------- | ----------- |
| Sigurður Sigurjónsson      | Gummi       |
| Theodór Júlíusson          | Kiddi       |
| Charlotte Bøving           | Katrin      |
| Jon Benonysson             | Runólfur    |
| Gunnar Jónsson             | Grímur      |
| Þorleifur Einarsson        | Sindri      |
| Sveinn Ólafur Gunnarsson   | Bjarni      |
| Ingrid Jónsdóttir          | Eygló       |
| Jörundur Ragnarsson        | Villi       |
| Viktor Már Bjarnason       | Finnur      |
| Ólafur Ólafsson            | Tóti        |
| Jenný Lára Arnórsdóttir    | Þórey       |
| Guðrún Sveinbjörnsdóttir   | Hildur      |
| Þorsteinn Gunnar Bjarnason | Beggi Lögga |
| Anna Sæunn Ólafsdóttir     | Sigga Lögga |

## Prijzen en nominaties
| jaar | prijs                   | categorie              | genomineerde(n)        | uitslag  |
| ---- | ----------------------- | ---------------------- | ---------------------- | -------- |
| 2015 | Filmfestival van Cannes | Prix Un certain regard | Prix Un certain regard | Gewonnen |

## Productie
De film werd geselecteerd als IJslandse inzending voor de beste niet-Engelstalige film voor de 88ste Oscaruitreiking.